# 金日宇
金一宇（韓語：김일우，1963年6月19日—），韓國男演員。

## 演出作品

### 電視劇
- 1993年：KBS《往十里》
- 1996年：MBC《蘋果花飄香》
- 2000年：KBS《小蓋子》飾演 金智碩
- 2003年：KBS《薔薇》
- 2004年：KBS《第二次求婚》
- 2004年：SBS《峇里島的日子》飾演 在民的哥哥
- 2004年：SBS《玻璃畫》
- 2004年：SBS《大小姐們》
- 2004年：SBS《土地》飾演 趙容夏
- 2005年：MBC《新進職員》飾演 宋理事
- 2005年：KBS《再見了悲傷》飾演 韓成奎
- 2005年：MBC《甜蜜間諜》
- 2006年：SBS《突然有一天》
- 2006年：MBC《飛越彩虹》
- 2006年：MBC《看看我,比利金》
- 2007年：KBS《比天高比地厚》飾演 朴明泰
- 2007年：SBS《追趕江南媽媽》
- 2008年：SBS《甜蜜的人生》飾演 申仲浩
- 2008年：KBS《大姐》
- 2009年：MBC《過得有滋有味》飾演 羅奉九
- 2010年：SBS《大物》飾演 吳材奉
- 2010年：SBS《南瓜花純情》飾演 吳金福
- 2011年：SBS《我的愛在我身邊》飾演 高鎮澤
- 2011年：SBS《武士白东秀》飾演 王后娘娘的父親
- 2011年：tvN《Birdie Buddy》飾演 靠打高爾夫球騙錢的人
- 2012年：MBN《愛情能用錢買嗎》飾演 馬聖澤
- 2012年：SBS《工薪族楚漢志》飾演 張　良
- 2012年：SBS《時尚王》飾演 鄭滿鎬
- 2012年：MBC《Dr. JIN》飾演 劉宏畢
- 2012年：SBS《我的愛蝴蝶夫人》飾演 李成龍
- 2013年：KBS《IRIS 2》飾演 江哲煥
- 2013年：SBS《醜八怪警報》飾演 申泰日
- 2014年：KBS《家人之間為何這樣》飾演 全其贊
- 2015年：MBC《Kill Me Heal Me》飾演 車榮表
- 2015年：SBS《我的心一閃一閃》飾演 永樹
- 2015年：KBS《生意之神 - 客主2015》飾演 孟九範
- 2016年：SBS《美女孔心》飾演 石大皇
- 2018年：KBS《愛到最後》飾演 姜勝赫
- 2023年：SBS《7人的逃脫》飾演 沈勇

### 電影
- 2007年：《神父教育》
- 2019年：《自行車王嚴福童（朝鲜语：자전차왕 엄복동）》飾演 自行車社長（特別出演）

## 外部連結
- NAVER （页面存档备份，存于）